# Кобецкий, Эмиль Ромуальдович
Эмиль Кобецкий (пол. Emil Kobecki; 19 ноября 1868, Шедува, Ковенская губерния — август 1943, Варшава, Генерал-губернаторство) — активист караимской общины в Польше и чиновник.

## Биография
Родился 19 ноября 1868 года в семье акцизного чиновника, будущего трокского караимского гахама Ромуальда Кобецкого и Сосонит, урождённой Лаврецкой, в Шадове. Двоюродным братом и зятем Эмиля был караимский активист Эммануил Кобецкий.
В 1889 году окончил 1-ю виленскую гимназию, а затем учился на физико-математическом факультете Санкт-Петербургского университета (диплом 2-й степени). Во время учёбы в университете был президентом кружка польских студентов-юристов. В 1895–1921 годах работал в Санкт-Петербурге в Контрольной палате и Управлении Государственного контроля. Октябрьская революция застала его в качестве члена совета Государственного контроля. Первоначально работал в большевистском контроле специалистом, но летом 1919 года был заключён в тюрьму как контрреволюционер и доставлен в Москву в качестве заложника. После прибытия в 1921 году в Варшаву работал клерком в правлении Сосновецкого графического завода. Пройдя стажировку в Торгово-промышленном банке в Варшаве, поступил на службу в Польский синдикат банковских переводов, где занимал должности заместителя директора и начальника конторы, а затем директора. По просьбе премьер-министра Винценты Витоса в 1925 году получил должность руководителя департамента Высшей палаты государственного контроля. В 1934 году был назначен заместителем директора 2-го управления Верховной Палаты Контроля.
Был одним из основателей Института востоковедения в Варшаве, а также почётным президентом караимской религиозной общины в Тракае. Участвовал в подготовке Закона об отношениях государства с караимским религиозным объединением в Республике Польша, принятого Сеймом в 1936 году.
Был женат на Марии Кобецкой, дочери Наума Лавриновича. Детей не имел.
Умер в августе 1943 года. Похоронен на Кавказском мусульманском кладбище в Варшаве по ул. Млынарска, где караимская община воспользовалась правом хоронить своих членов с 1942 по 1944 год.

## Награды
- Офицерский крест ордена Возрождения Польши (1935)
- Бронзовая медаль за долголетнюю службу (1938)[1]